# Ola Halén
Sven Ola Halén, född 12 februari 1977, är en svensk sångare, låtskrivare och musiker. Han är huvudsångare och gitarrist i det svenska power metal-bandet Insania och sjöng några år i det progressiva power metal-bandet Shadows Past. Bandet började som ett enmansprojekt där Ola spelade alla instrument och producerade musiken. Efter tre demos rekryterades medlemmar till projektet, som blev ett fullfjädrat band 2005. Två ytterligare demos följde innan bandet fick skivkontrakt och släppte debutalbumet Perfect Chapter år 2013.
Halén har även spelat in en popskiva, Kind of Weird (2004). I december 2016 släppte han soloskivan Nackskott, denna gång renodlad power metal, under namnet Halén. Albumet följdes upp av Idleness (2020). Han har även gästsjungit på skivor av de norska banden Gaia Epicus och Aldaria, samt med den tidigare Insaniasångaren David Henrikssons band Heel.
Ola Halén är utbildad sångpedagog och har även arbetat som studiotekniker; han har bland annat mixat Insanias V - Praeparatus Supervivet (2021) och The Great Apocalypse (2025).

## Diskografi

### Insania

#### Studioalbum
- Fantasy (A New Dimension) (2003)
- Agony - Gift of Life (2007)
- V - Praeparatus Supervivet (2021)
- The Great Apocalypse (2025)

### Halén/Ola Halén

#### Studioalbum
- Kind of Weird (2004)
- Nackskott (2016)
- Idleness (2020)

### Shadows Past

#### Studioalbum
- Perfect Chapter (2013)

#### Demoalbum
- Perfect Chapter (2009)
- Blown Away (2006)
- Idleness, pt. 2 (2002)
- Agony (2001)
- Idleness, pt. 1 (2000)